# Remar Croatia
REMAR međunarodna je kršćanska humanitarna organizacija sa sjedištem u Španjolskoj. Osnovana je 1982. godine i trenutno djelje u 75 država svijeta. 
U Hrvatskoj registrirana kao Humanitarna udruga Remar Croatia. 
Cilj organzacije je pružanje pomoći osobama s margine društva da pronađu novi život dostojan čovjeka. U prvom redu bavi se prihvatom, rehabilitacijom i resocijalizacijom ovisnika. Također u svoje kuće prihvaća napuštenu djecu, ljude stradale u ratu, bivše zatvorenike, samohrane ili zlostavljane žene i majke, prihvat izbjeglih i prognanih, pomoć u prehrani stanovništva, zdravstvena pomoć, pomoć u obnovi domova i slično.
Sjedište udruge se nalazi u Zaprešiću.

## Vanjske poveznice
- Službena stranica